# 辛棄疾

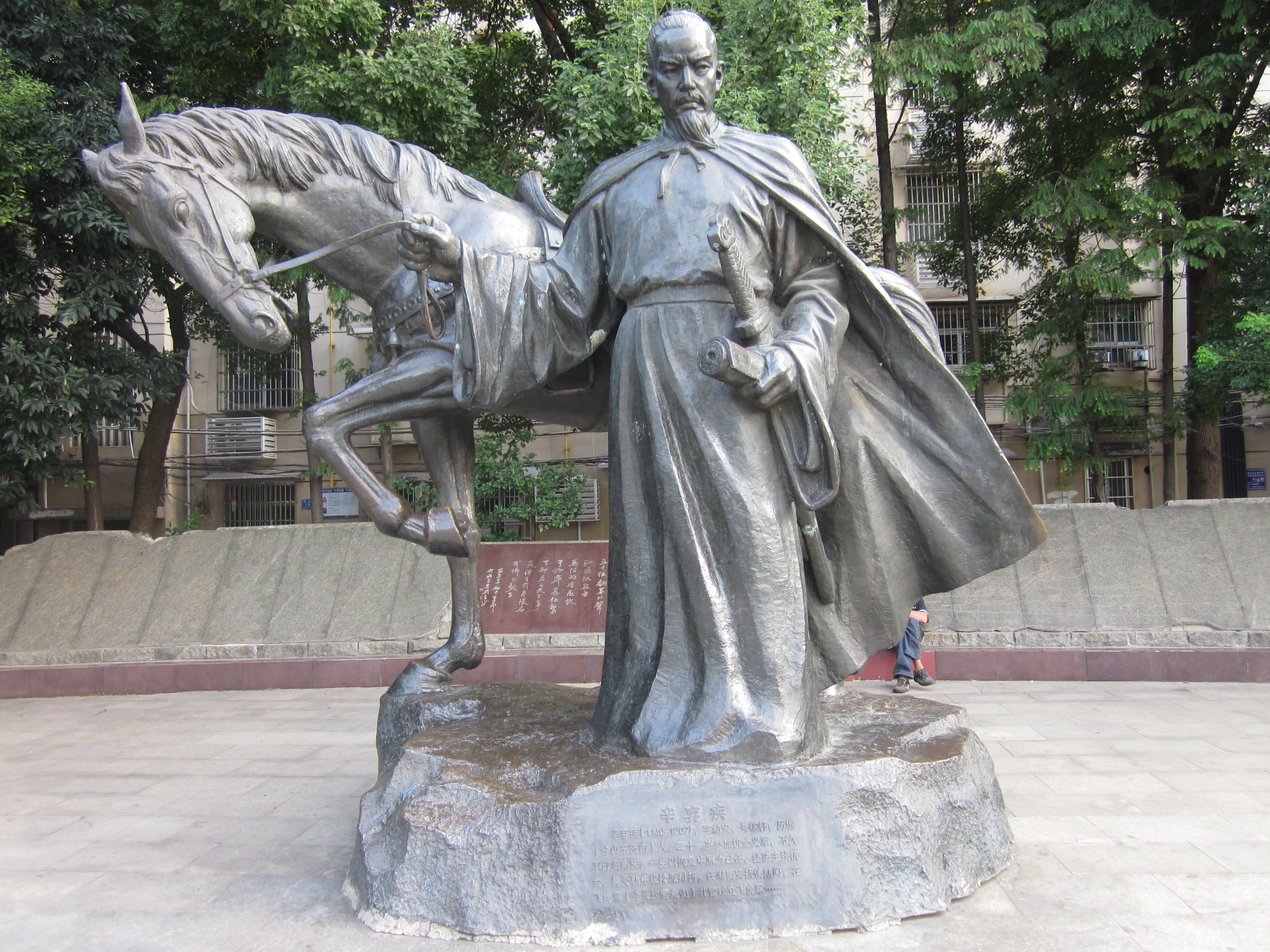
辛棄疾

辛 棄疾（しん きしつ、天眷3年5月11日（1140年5月28日）- 開禧3年9月10日（1207年10月3日））は、中国南宋の政治家・詞人。字は幼安、号は稼軒（かけん）。済南府歴城県の人。

## 金での出生
辛文郁の子として生まれた。金朝の亳州の譙県県令の辛賛を祖父に持つ家庭に生まれる。若くして金の科挙に参加するが及第せず、紹興31年（1161年）、22歳の時に海陵王の南宋への侵攻が失敗し金の領内が混乱状態に陥ると2000余人の民衆を率いて金への叛乱を起こし、まもなく農民反乱軍の耿京の元に身を寄せ書記となった。紹興32年（1162年）、南宋に使者として派遣されている間に耿京が部下の張安国に殺害される事件が発生すると、僅か50名の部下を率いて張安国の軍営に侵入し張安国を捕らえ、張安国の軍数万を引き連れて南宋に投降した。

## 南宋時代
南宋では右承務郎・江陰軍籤判に任ぜられたのを皮切りに建康通判、滁州知州、提点江西刑獄、湖北転運副使、湖南安撫使、江西安撫使などの要職を務め、地方官として在任中は富国強兵を推進し金征伐の準備をすすめた。しかしこの積極的な政策が朝廷内部の不満を引き起こし官を罷免され、20年にわたり信州上饒県で隠棲生活を強いられた。晩年に韓侂冑に起用されるが、これも間もなく罷免され、開禧3年（1207年）に死去した。

## 文人として
政治家としては大成しなかった辛棄疾であるが、文人としては名声を博し、金に対抗し宋による故地回復を願った文章を数多く残している。また様々な題材での詞・漢詩も残しており『稼軒集』などが現在に伝わっている。北宋の蘇軾と並び「蘇辛」と称されることもある。検索エンジン「百度」の社名は、彼の作品『青玉案』に由来。

## 遺伝子
辛棄疾はハプログループR1a (Y染色体)（R1a1a1b2a）である。
R1aは、主にヨーロッパや中央アジア、インドに検出されるY染色体ハプログループであり、東アジアで検出される例は珍しい。

## 登場作品
映画
- 武神（原題：辛弃疾1162、中国、2020年、主演：シェー・ミャオ）